# 伊丽莎白·莱丁格
伊丽莎白·莱丁格（瑞典語：Elisabeth Leidinge，1957年3月6日—），瑞典女子足球运动员，司职守门员。她曾代表瑞典国家队参加1991年和1995年国际足联女子世界杯，其中1991年世界杯获得季军。